# Министерство внутренних дел Японии

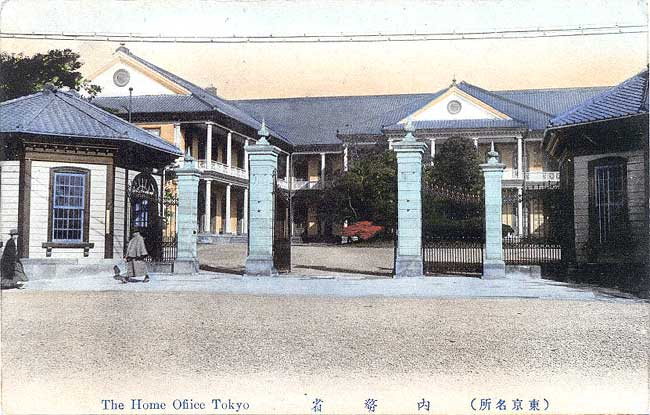
Здание Министерства внутренних дел Японии 1900 года Токио.

Министерство внутренних дел (яп. 内務省 Наймусё:) — центральное правительственное учреждение в Японии, контролировавшее полицию и исполнительную власть в регионах. Существовало на протяжении 1873—1947 годов. К концу Второй мировой войны выполняло функцию главного национального руководящего ведомства в японском правительстве. В 1873—1885 годах было составной частью Великого государственного совета. С 1885 года по 1947 год находилось в составе Кабинета министров Японии.

## История

### Ранний период Мэйдзи
Возникновение Министерства внутренних дел Японии было обусловлено административной перегрузкой министерства финансов, которое после реформы 1871 года занималось не только коррекцией финансовой политики, но и региональным управлением. В ноябре 1873 года, под предлогом отставки части состава правительства, Окубо Тосимити, который превратился в фактического руководителя страны, провозгласил создание Министерства внутренних дел и назначил себя его первым министром (яп. 卿 кё:). Через год вновь ведомство было включено в систему министерств Высшего Государственного Совета.
Изначально Министерство внутренних дел состояло из 6 служб, которые были переведены в него из других министерств. Службы содействия промышленности, семейных реестров, станций и связи, земельных и лесных ресурсов, географии в своё время принадлежали министерству финансов, служба полиции — министерству юстиции, а служба мер и весов — министерству промышленности. Главными задачами Министерства внутренних дел было всестороннее содействие развитию японской промышленности и обеспечения правопорядка внутри страны.
В 1875 году Министерству внутренних дел были переданы гигиеническая и цензурная службы министерства культуры, а в 1877 году, в связи с ликвидацией министерства религий, — отдел синто и буддизма. В 1881 году, после учреждения министерства сельского хозяйства и торговли, функции Министерства внутренних дел, которые касались развития промышленности и коммерции, перешли к новым ведомствам.
В 1885 году Министерство внутренних дел было переподчинено Кабинету Министров Японии. Оно возглавлялось министрами (яп. 大臣 дайдзин) и имело 9 отделов.

## Председатели

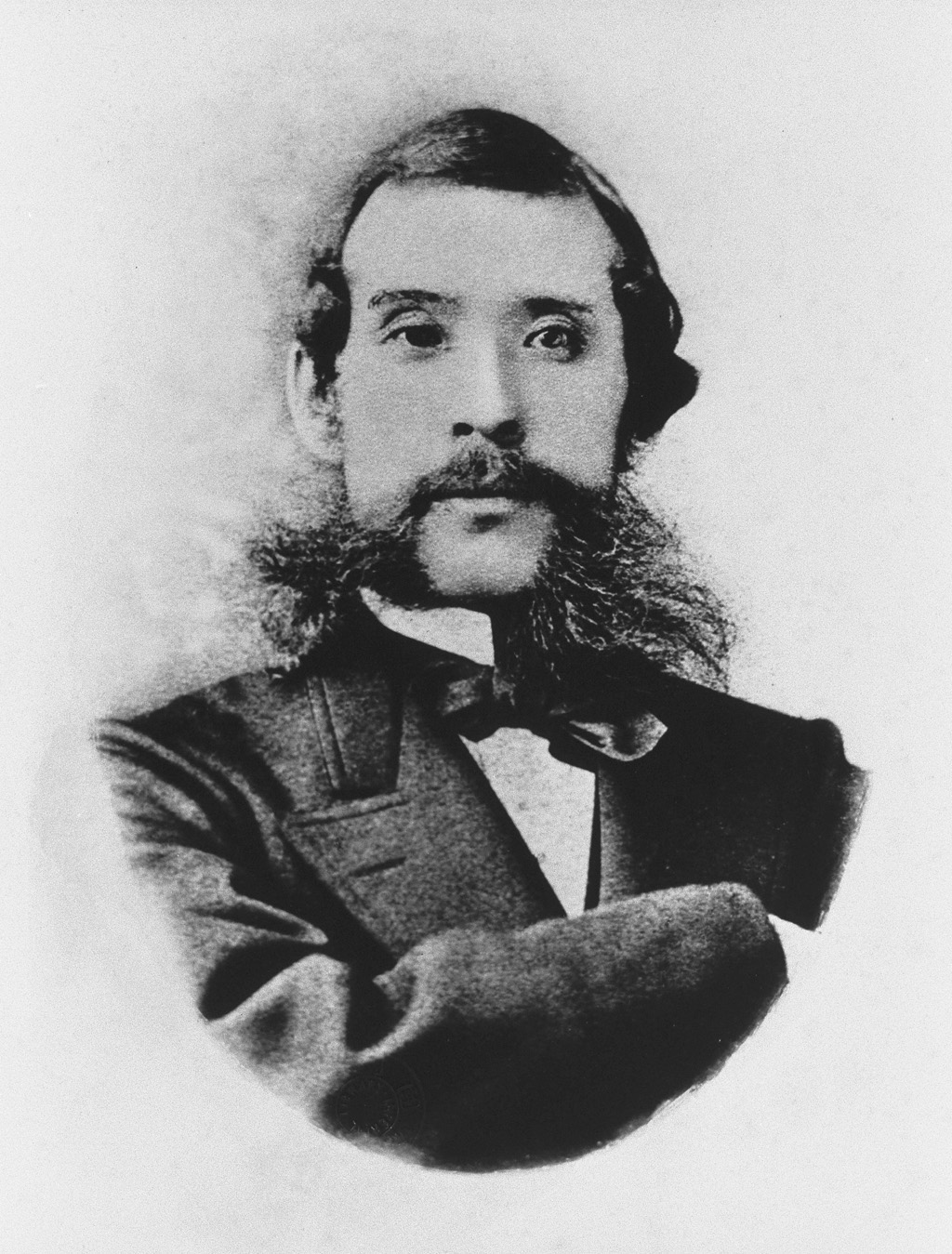
Окубо Тосимити, первый министр внутренних дел при Высшем Государственном Совете Японии

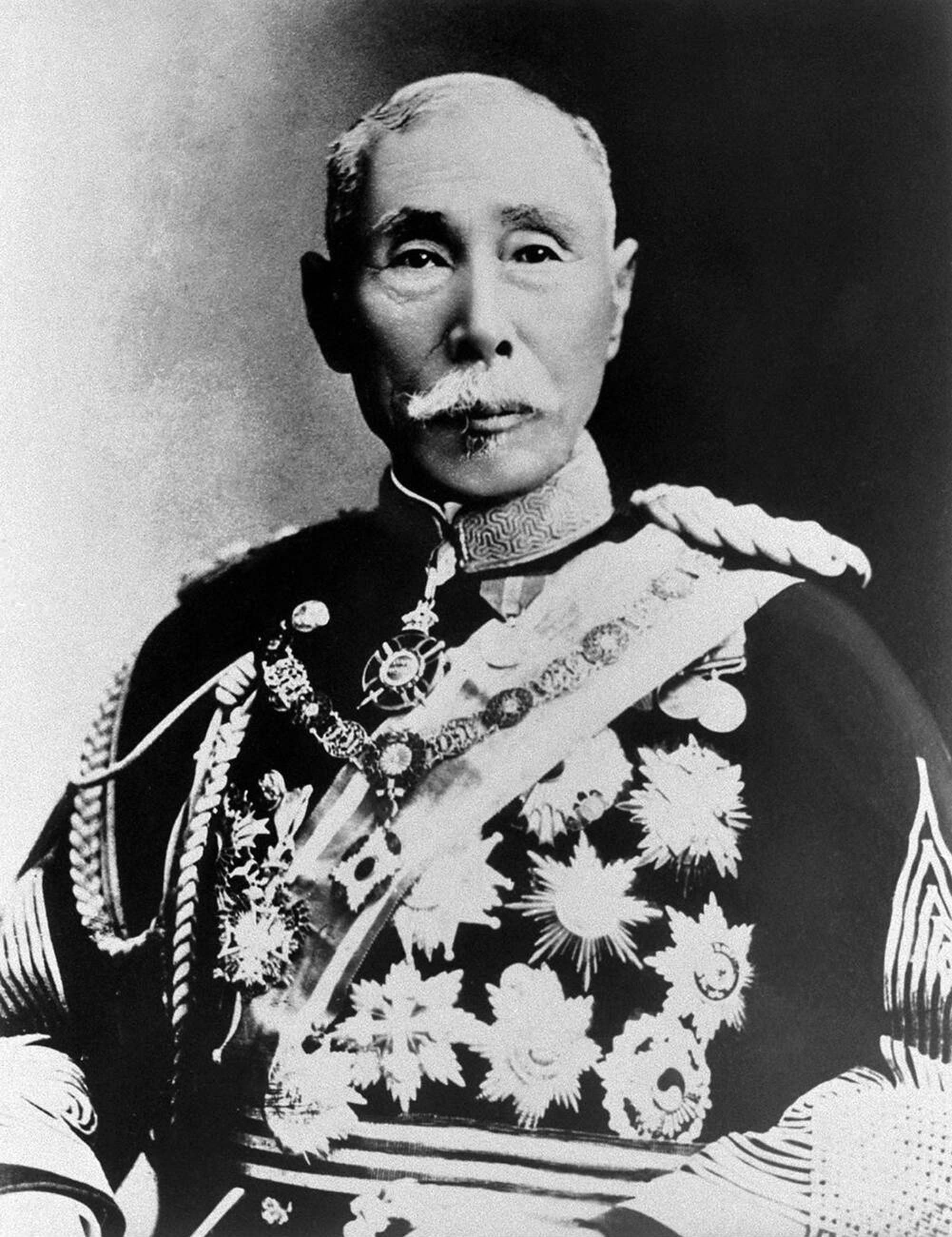
Ямагата Аритомо, первый министр внутренних дел при кабинете министров Японии.

| Министерство внутренних дел (Высший Государственный Совет) |                  |                                   |                |
| №                                                          | Имя              | Срок                              | Принадлежность |
| 1                                                          | Окубо Тосимити   | 29 ноября 1873 — 14 февраля 1874  | Фракция Сацумы |
| 2                                                          | Кидо Такаёси     | 14 февраля 1874 — 27 апреля 1874  | Фракция Тёсю   |
| 3                                                          | Окубо Тосимити   | 27 апреля 1874 — 2 августа 1874   | Фракция Сацумы |
| 4                                                          | Ито Хиробуми     | 2 августа 1874 — 28 ноября 1875   | Фракция Тёсю   |
| 5                                                          | Окубо Тосимити   | 28 ноября 1875 — 14 мая 1878      | Фракция Сацумы |
| 6                                                          | Ито Хиробуми     | 15 мая 1878 — 28 февраля 1880     | Фракция Тёсю   |
| 7                                                          | Мацуката Масаёси | 28 февраля 1880 — 21 октября 1881 | Фракция Сацумы |
| 8                                                          | Ямада Акиёси     | 21 октября 1881 — 12 декабря 1883 | Фракция Тёсю   |
| 9                                                          | Ямагата Аритомо  | 12 декабря 1883 — 22 декабря 1885 | Фракция Тёсю   |

| Министерство внутренних дел (Кабинет Министров) |                    |                         |                     |                                               |
| №                                               | Имя                | Кабинет                 | Вступил в должность | Принадлежность                                |
| 1                                               | Ямагата Аритомо    | Первый кабинет Ито      | 22 декабря 1885     | Фракция Тёсю                                  |
| 2                                               | Ямагата Аритомо    | Кабинет Куроды          | 30 апреля 1888      | Фракция Тёсю                                  |
| 3                                               | Ямагата Аритомо    | Первый кабинет Ямагаты  | 24 декабря 1889     | Фракция Тёсю                                  |
| 4                                               | Сайго Цугумити     | Первый кабинет Ямагаты  | 17 мая 1890         | Фракция Сацумы                                |
| 5                                               | Сайго Цугумити     | Первый кабинет Мацукаты | 6 мая 1891          | Фракция Сацумы                                |
| 6                                               | Синагава Ядзиро    | Первый кабинет Мацукаты | 1 июня 1891         | Фракция Сацумы                                |
| 7                                               | Соэдзима Танэоми   | Первый кабинет Мацукаты | 11 марта 1892       | Фракция Саги                                  |
| 8                                               | Мацуката Масаёси   | Первый кабинет Мацукаты | 8 июня 1892         | Фракция Сацумы                                |
| 9                                               | Коно Тогама        | Первый кабинет Мацукаты | 14 июля 1892        | Фракция Тосы                                  |
| 10                                              | Иноуэ Каору        | Второй кабинет Ито      | 8 августа 1892      | Фракция Тёсю                                  |
| 11                                              | Номура Ясуси       | Второй кабинет Ито      | 15 октября 1894     | Фракция Тёсю                                  |
| 12                                              | Ёсикава Акимаса    | Второй кабинет Ито      | 3 февраля 1896      | Палата пэров Японии                           |
| 13                                              | Итагаки Тайсукэ    | Второй кабинет Ито      | 14 апреля 1896      | Либеральная партия                            |
| 14                                              | Итагаки Тайсукэ    | Второй кабинет Мацукаты | 14 апреля 1896      | Либеральная партия                            |
| 15                                              | Кабаяма Сукэнори   | Второй кабинет Мацукаты | 20 сентября 1896    | Императорский флот Японии                     |
| 16                                              | Ёсикава Акимаса    | Первый кабинет Окумы    | 30 июня 1898        | Императорский флот Японии                     |
| 17                                              | Итагаки Тайсукэ    | Первый кабинет Окумы    | 30 июня 1898        | Либеральная партия                            |
| 18                                              | Сайго Цугумити     | Второй Кабинет Ямагаты] | 8 ноября 1898       | Императорский флот Японии                     |
| 19                                              | Суэмацу Кэнтё      | Четвёртый Кабинет Ито   | 19 октября 1900     | Императорский флот Японии                     |
| 20                                              | Уцуми Тадакацу     | Первый кабинет Кацуры   | 2 июня 1901         | Императорский флот Японии                     |
| 21                                              | Кодама Гэнтаро     | Первый кабинет Кацуры   | 15 июля 1903        | Императорская армия                           |
| 22                                              | Кацура Таро        | Первый кабинет Кацуры   | 12 октября 1903     | Общество друзей                               |
| 23                                              | Ёсикава Акимаса    | Первый кабинет Кацуры   | 20 февраля 1904     | Императорский флот Японии                     |
| 24                                              | Киёура Кэйго       | Первый кабинет Кацуры   | 16 сентября 1905    | Императорский флот Японии                     |
| 25                                              | Хара Такаси        | Первый кабинет Сайондзи | 7 января 1906       | Общество друзей                               |
| 26                                              | Хирата Тосукэ      | Второй кабинет Кацуры   | 14 июля 1908        | Императорский флот Японии                     |
| 27                                              | Хара Такаси        | Второй кабинет Сайондзи | 30 августа 1911     | Общество друзей                               |
| 28                                              | Оура Канэтакэ      | Третий кабинет Кацуры   | 21 декабря 1912     | Императорский флот Японии                     |
| 29                                              | Хара Такаси        | Первый кабинет Ямамото  | 20 февраля 1913     | Общество друзей[неизвестный термин]           |
| 30                                              | Окума Сигэнобу     | Второй кабинет Окумы    | 16 апреля 1914      | Общество единомышленников[неизвестный термин] |
| 31                                              | Оура Канэтакэ      | Второй кабинет Окумы    | 7 января 1915       | Императорский флот Японии                     |
| 32                                              | Окума Сигэнобу     | Второй Кабинет Окумы    | 30 июля 1915        | Общество единомышленников                     |
| 33                                              | Итики Китокуро     | Второй Кабинет Окумы    | 10 августа 1915     | Общество единомышленников                     |
| 34                                              | Гото Симпэй        | Кабинет Тэраути         | 9 октября 1916      | Императорский флот Японии                     |
| 35                                              | Мидзуно Рэнтаро    | Кабинет Тэраути         | 23 апреля 1918      | Министерство внутренних дел                   |
| 36                                              | Токонами Такэдзиро | Кабинет Хары            | 29 сентября 1918    | Общество друзей                               |
| 37                                              | Токонами Такэдзиро | Кабинет Такахаси        | 13 ноября 1921      | Общество друзей                               |
| 38                                              | Мидзуно Рэнтаро    | Кабинет Като Томосабуро | 12 июня 1922        | Министерство внутренних дел                   |
| 39                                              | Гото Симпэй        | Второй Кабинет Ямамото  | 2 сентября 1923     | Императорский флот Японии                     |
| 40                                              | Мидзуно Рэнтаро    | Кабинет Киёуры          | 7 января 1924       | Министерство внутренних дел                   |
| 41                                              | Вакацуки Рэйдзиро  | Кабинет Като Такааки    | 11 июня 1924        | Общество друзей                               |
| 42                                              | Вакацуки Рэйдзиро  | Первый кабинет Вакацуки | 30 января 1926      | Общество друзей                               |
| 43                                              | Хамагути Осати     | Первый кабинет Вакацуки | 3 июня 1926         | Общество друзей                               |
| 44                                              | Судзуки Кисабуро   | Кабинет Танаки          | 20 апреля 1927      | Общество друзей                               |
| 45                                              | Танака Гиити       | Кабинет Танаки          | 4 мая 1928          | Имперская армия                               |
| 46                                              | Мотидзуки Кэйсукэ  | Кабинет Танаки          | 23 мая 1928         | Общество друзей                               |
| 47                                              | Адати Кэндзо       | Кабинет Хамагути        | 2 июля 1929         | Общество друзей                               |
| 48                                              | Адати Кэндзо       | Второй Кабинет Вакацуки | 14 апреля 1931      | Общество друзей                               |
| 49                                              | Накахаси Токугоро  | Кабинет Инукаи          | 13 декабря 1931     | Общество друзей                               |
| 50                                              | Инукаи Цуёси       | Кабинет Инукаи          | 16 марта 1932       | Общество друзей                               |
| 51                                              | Судзуки Кисабуро   | Кабинет Инукаи          | 25 марта 1932       | Общество друзей                               |
| 52                                              | Ямамото Тацуо      | Кабинет Сайто           | 26 мая 1932         | Конституционно-демократическая партия         |
| 53                                              | Гото Фумио         | Кабинет Окады           | 8 июля 1934         | Императорский флот Японии                     |
| 54                                              | Усио Сигэносукэ    | Кабинет Хироты          | 9 марта 1936        | Императорский флот Японии                     |
| 55                                              | Каварада Какити    | Кабинет Хаяси           | 2 февраля 1937      | Общество друзей                               |
| 56                                              | Баба Эйити         | Первый кабинет Коноэ    | 4 июня 1937         | Императорский флот Японии                     |
| 57                                              | Суэцугу Нобумаса   | Первый кабинет Коноэ    | 14 декабря 1937     | Императорский флот Японии Японии              |
| 58                                              | Кидо Коити         | Кабинет Хиранумы        | 5 января 1939       | Императорский флот Японии                     |
| 59                                              | Охара Наоси        | Кабинет Абэ             | 30 августа 1939     | Министерство юстиции                          |
| 60                                              | Кодама Хидэо       | Кабинет Ёная            | 15 января 1940      | Императорский флот Японии                     |
| 61                                              | Ясуи Эйдзи         | Второй Кабинет Коноэ    | 22 июля 1940        | Ассоциация помощи трону                       |
| 62                                              | Хиранума Киитиро   | Второй Кабинет Коноэ    | 21 декабря 1940     | Ассоциация помощи трону                       |
| 63                                              | Танабэ Харумити    | Третий Кабинет Коноэ    | 18 июля 1941        | Императорский флот Японии                     |
| 64                                              | Тодзио Хидэки      | Кабинет Тодзио          | 18 октября 1941     | Имперская армия                               |
| 65                                              | Юдзава Митио       | Кабинет Тодзио          | 17 февраля 1942     | Императорский флот Японии                     |
| 66                                              | Андо Кисабуро      | Кабинет Тодзио          | 20 апреля 1943      | Молодёжный союз                               |
| 67                                              | Одатэ Сигэо        | Кабинет Коисо           | 22 июля 1944        | Министерство внутренних дел                   |
| 68                                              | Абэ Гэнки          | Кабинет Судзуки         | 7 апреля 1945       | Министерство внутренних дел                   |
| 69                                              | Ямадзаки Ивао      | Кабинет Хигасикуни      | 17 августа 1945     | Министерство внутренних дел                   |
| 70                                              | Хорикири Дзэндзиро | Кабинет Сидэхары        | 9 октября 1945      | Министерство внутренних дел                   |
| 71                                              | Мицути Тюдзо       | Кабинет Сидэхары        | 13 января 1946      | Либеральная партия                            |
| 72                                              | Омура Сэйити       | Первый кабинет Ёсиды    | 22 апреля 1946      | Либеральная партия                            |
| 73                                              | Уэхара Эцудзиро    | Первый кабинет Ёсиды    | 31 января 1947      | Либеральная партия                            |
| —                                               | Катаяма Тэцу       | Кабинет Катаямы         | 24 мая 1947 (и. о.) | Социалистическая партия                       |
| 74                                              | Кимура Кодзаэмон   | Кабинет Катаямы         | 1 июня 1947         | Японская прогрессивная партия                 |